# 林渡鸦
林渡鸦（学名：Corvus tasmanicus），是鸦科鸦属的一种，分布于澳大利亚。